# Course de côte de Trier
La Course de côte de Trier, ou Grosser Automobil-Bergpreis von Deutschland International Trierer ADAC RTT, est une compétition automobile de course de côte allemande courue à la mi-juin et organisée par le Racing Team Trier e.V..

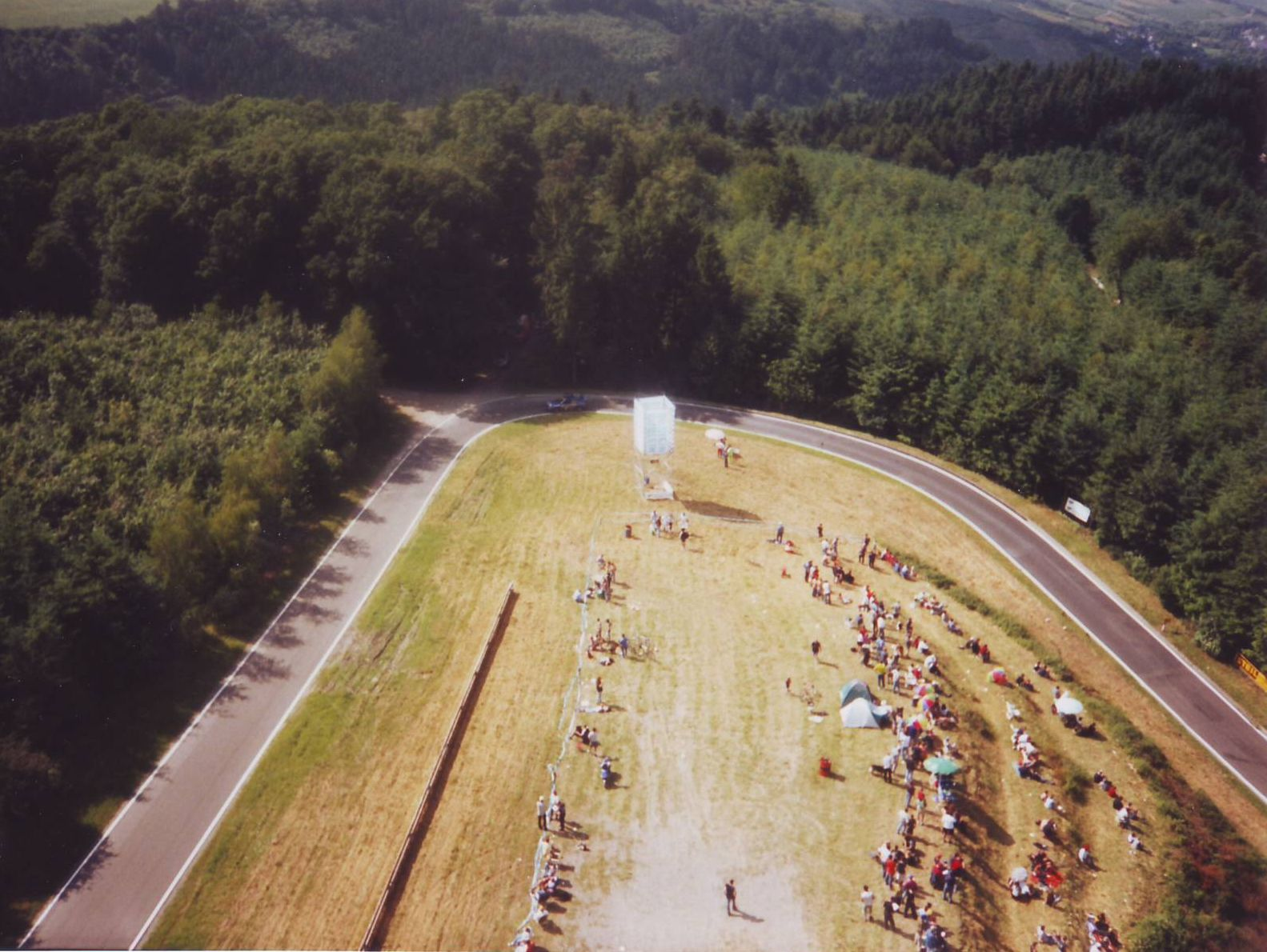
Partie du parcours (2002).

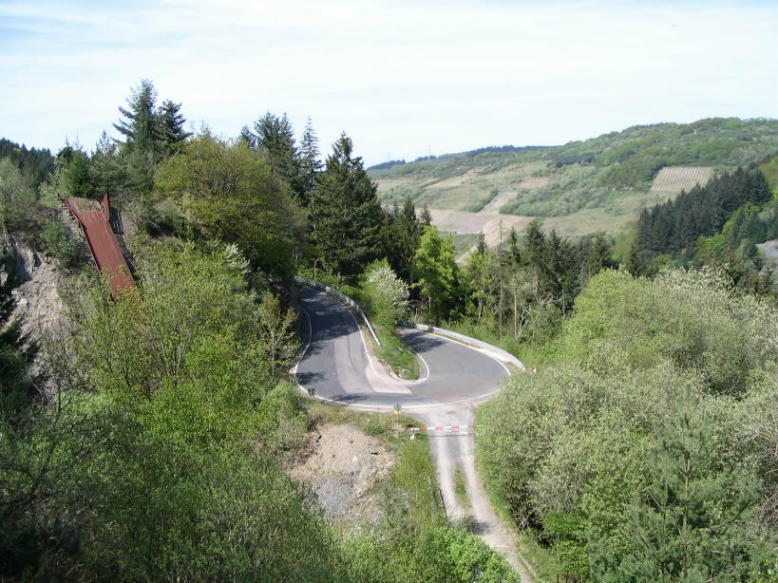
Le virage à Steinbruchkehre.

## Histoire
Le trajet initial de la pente est d'une longueur de 3,06 kilomètres jusqu'en 1986, puis il passe à 3,39 kilomètres jusqu'en 1991, et finalement à 3,715 jusqu'en 2011 (sur la sinueuse route 82 de l'arrondissement de Trèves-Sarrebourg, dans sa portion reliant Fell à Thomm). Le dénivelé est alors de 233 mètres, avec une pente moyenne à 6,3 %, rencontrée dans cinq des lacets de la course.
La compétition est intégrée comme quatrième ou cinquième manche du Championnat d'Europe de la montagne durant près de 20 ans, entre 1990 et 2011. Le trajet de 3 715 mètres alors pris isolément était incompatible avec la demande FIA d'une distance d'homologation par journée couverte au moins égale à 5 kilomètres pour être validée, mais l'existence d'une route de retour séparée a permis de mettre sur pied trois manches additionnelles en trois jours, ce qui avec une somme de 11 145 mètres dépassait largement les 10 kilomètres règlementaires à minima pour une course traditionnelle en deux phases de plus de 5 000 mètres chaque.
L'Italien Simone Faggioli obtient le record absolu de l'ascension en 2010, en 1 min 29 s 786, à la vitesse moyenne de 148,954 km/h. Georg Plasa bat en 2011 celui des voitures de tourisme sur BMW E82 V8 Judd, en 1 min 38 s 783. L'Allemand Karl Jordan est le seul triple vainqueur, mais en championnat purement national.
Cette course, qui a cédé le pas après 2012 à l'ADAC Glasbachrennen en compétition continentale comme épreuve allemande, n'est plus disputée depuis lors. Son trajet est cependant toujours emprunté durant le Rallye d'Allemagne, et ce depuis 2002 (mais dans un sens inverse).

## Palmarès

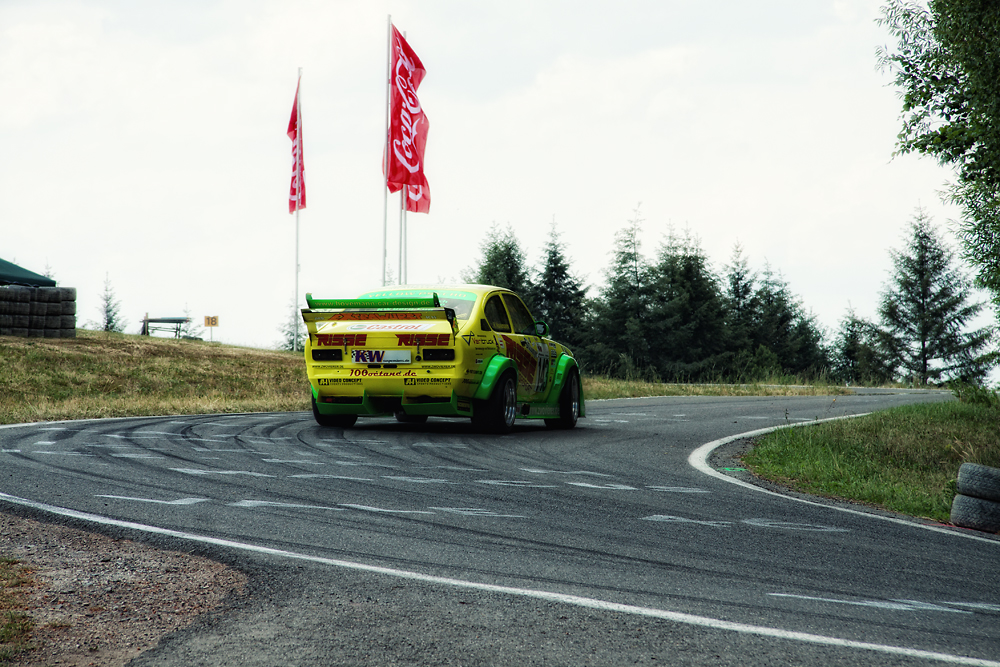
Lors de l'édition 2011.

| Année              | Vainqueur            | Voiture                                |
| ------------------ | -------------------- | -------------------------------------- |
| 1971               | Horst Keppel         | Porsche                                |
| 1972               | Manfred Baumgartner  | BMW                                    |
| 1973               | Bernhard Brack       | GRD F3                                 |
| 1974               | Bernhard Brack       | GRD F3                                 |
| 1975               | Norbert Przybilla    | Chevron                                |
| 1976               | Non disputée         | Non disputée                           |
| 1977               | Dieter Kern          | Maco 277 F2                            |
| 1978               | Helmuth Kalenborn    | March F2                               |
| 1979               | Peter Rössler        | Maco 378 F3                            |
| 1980               | Helmuth Kalenborn    | Chevron F2                             |
| 1981               | Karl Jordan          | March 802 F2                           |
| 1982               | Karl Jordan          | March 802 F2                           |
| 1983               | Karl Jordan          | March 802 F2                           |
| 1984               | Peter Stürtz         | March 802 F2                           |
| 1985               | Walter Pedrazza (de) | Pedrazza Racing Cars (de) (PRC) M85 F2 |
| 1986               | Michel Arbeit        | March 812 F2                           |
| 1987               | Fredy Amweg          | Martini MK50 F2                        |
| 1988               | Horst Fendrich       | Mauer MM86 F2                          |
| 1989               | Michel Arbeit        | Martini MK52                           |
| 1990               | Andrés Vilariño      | Lola T298                              |
| 1991               | Herbert Stenger      | Stenger ES902                          |
| 1992               | Herbert Stenger      | Stenger ES902                          |
| 1993               | Martin Krisam Jr.    | URD C391                               |
| 1994               | Francisco Egózcue    | Osella-BMW                             |
| 1995               | Heinz Steiner        | Martini MK69                           |
| 1996 (25e édition) | Rüdiger Faustmann    | Faust P94                              |
| 1997               | Rüdiger Faustmann    | Faust P94                              |
| 1998               | Renzo Napione        | Osella PA20S                           |
| 1999               | Pasquale Irlando     | Osella PA20S                           |
| 2000               | Franz Tschager       | Osella PA20S                           |
| 2001               | Walter Leitgeb       | Reynard 95D                            |
| 2002               | László Szász         | Reynard 93D                            |
| 2003               | László Szász         | Reynard 93D                            |
| 2004               | Lionel Régal         | Reynard 95D                            |
| 2005               | Ander Vilariño       | Reynard 01L                            |
| 2006               | Renzo Napione        | Reynard 01L                            |
| 2007               | Ander Vilariño       | Reynard 01L                            |
| 2008               | Lionel Régal         | Reynard 01L                            |
| 2009               | László Szász         | Reynard 01L                            |
| 2010               | Simone Faggioli      | Osella FA30                            |
| 2011 (40e édition) | Marcel Steiner       | Osella FA30                            |